# Silene pendula
Silene pendula là loài thực vật có hoa thuộc họ Cẩm chướng. Loài này được L. miêu tả khoa học đầu tiên năm 1753.